# Bourgnac
Bourgnac (okzitanisch: Bornhac) ist eine französische Gemeinde im Département Dordogne in der Region Nouvelle-Aquitaine (vor 2016: Aquitanien) mit 352 Einwohnern (Stand: 1. Januar 2022). Sie gehört zum Kanton Vallée de l’Isle im Arrondissement Périgueux.

## Geografie
Bourgnac liegt an der Crempse, etwa 30 Kilometer südwestlich von Périgueux im Périgord Blanc (Weißes Périgord). Umgeben wird Bourgnac von den Nachbargemeinden Sourzac im Norden, Issac im Osten, Église-Neuve-d’Issac im Südosten, Les Lèches im Süden und Westen sowie Mussidan im Nordwesten.
Durch die Gemeinde führt die Autoroute A89. 

## Bevölkerungsentwicklung
| Jahr                       | 1962 | 1968 | 1975 | 1982 | 1990 | 1999 | 2006 | 2019 |
| Einwohner                  | 298  | 309  | 263  | 250  | 287  | 295  | 298  | 349  |
| Quellen: Cassini und INSEE |      |      |      |      |      |      |      |      |

## Sehenswürdigkeiten
- Kirche Saint-Côme-et-Saint-Damien

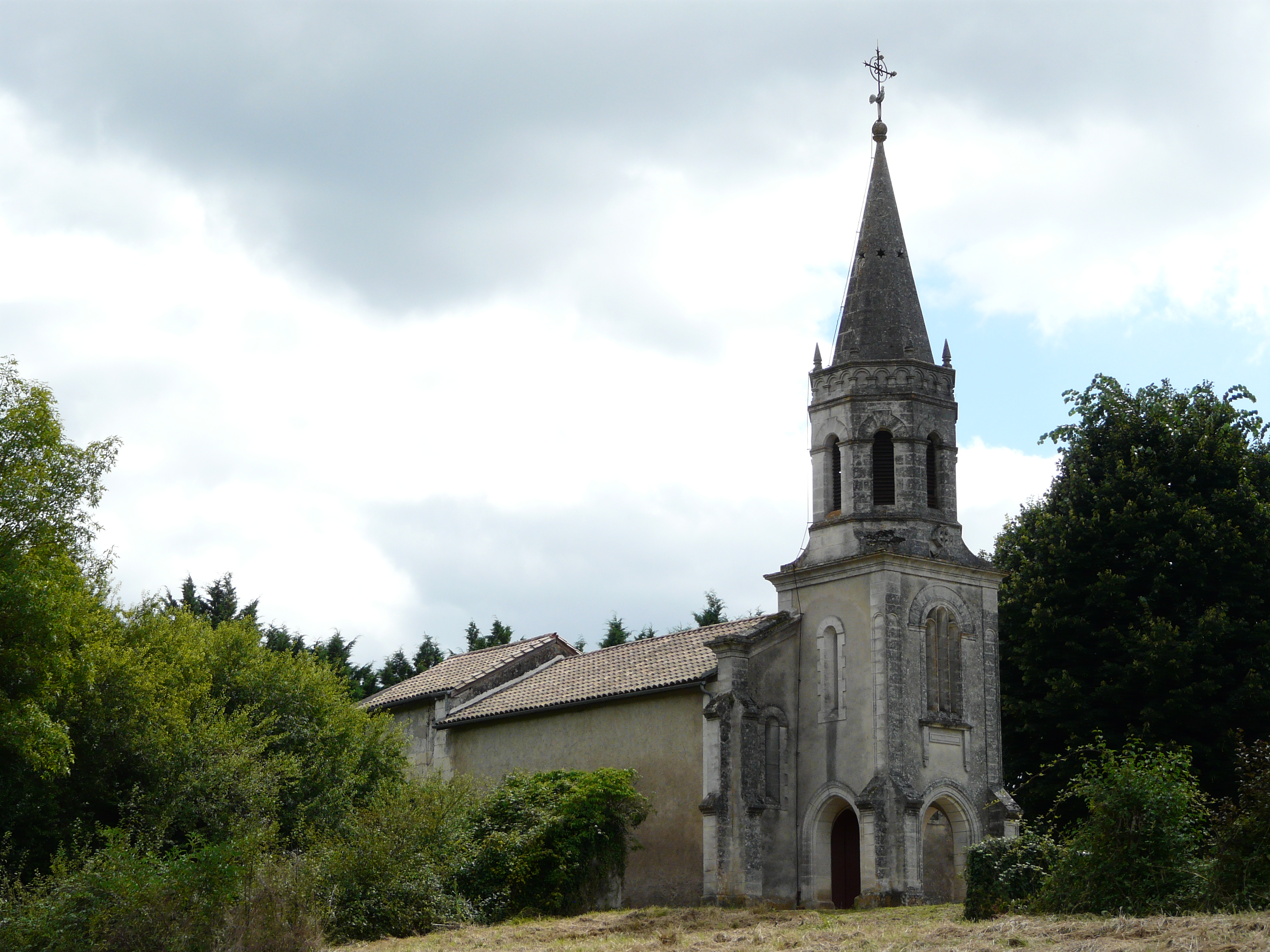
Kirche Saint-Côme-et-Saint-Damien

- Mühle

## Gemeindepartnerschaft
Mit der kanadischen Gemeinde Chandler in Québec besteht seit 2014 eine Partnerschaft.